# マルグレーテ2世 (デンマーク女王)
マルグレーテ2世（デンマーク語: Margrethe II、1940年4月16日 - ）は、デンマーク女王（在位：1972年1月14日 - 2024年1月14日）。全名は、マルグレーテ・アレクサンドリーネ・トーヒルドゥア・イングリッド（Margrethe Alexandrine Þórhildur Ingrid）。
前国王フレゼリク9世の第一王女（第1子）、母はスウェーデン王女のイングリッド王妃。出生時点では王位継承権はなかったが、法改正により継承権を得て、父王の崩御に伴い1972年に即位した。
在位52年となる2024年1月14日に皇太子フレデリックへ譲位することを、2023年12月31日に放映されたテレビ談話で国民に表明した。
2024年1月14日に、クリスチャンスボー城での王位継承式で退位文書に署名し、退位した。
2022年9月8日、英国・英連邦王国のエリザベス2世が崩御した時点で世界で唯一の女性君主（女王）であったため、退位後は女性君主が不在となった。ロシアの女帝アンナが1730年に即位して以来、294年ぶりにヨーロッパから女性君主がいなくなった。
妹が2人おり、末妹のアンネ＝マリーは元ギリシャ国王コンスタンティノス2世の王妃である。また、スウェーデン国王カール16世グスタフは母方の従弟に、ノルウェー国王ハーラル5世やベルギー王ボードゥアン1世・アルベール2世・ルクセンブルク大公妃ジョゼフィーヌ＝シャルロットの三姉弟は、ともに又いとこ（はとこ）にあたる。

## 略歴

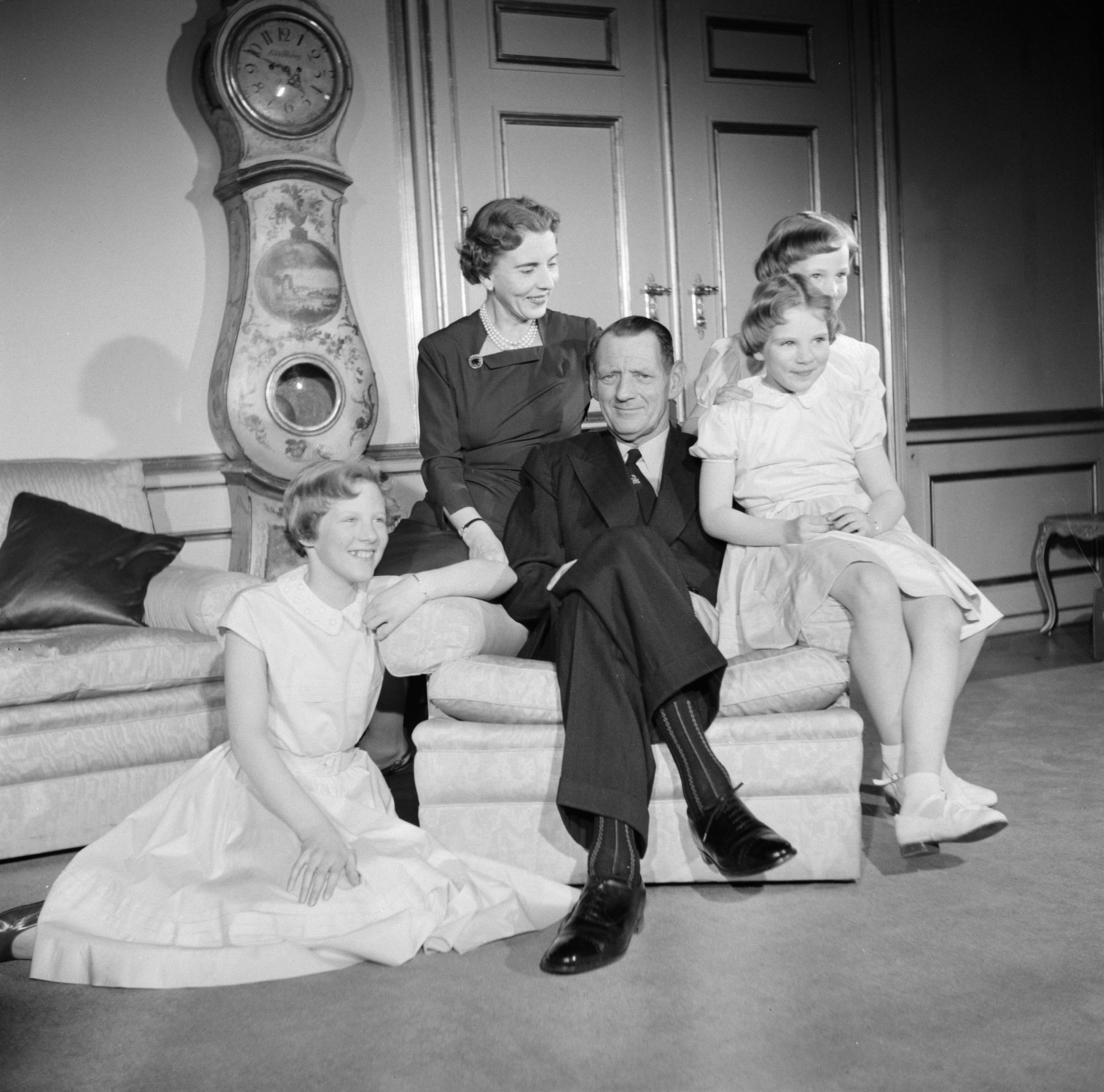
1954年撮影、フレゼリク9世一家（一番左がマルグレーテ王女）

### 生い立ち
第二次世界大戦初期のナチス・ドイツによるデンマーク侵攻からわずか一週間後の1940年4月16日、フレゼリク王太子の長女（第1子）としてアマリエンボー宮殿で誕生した。母はスウェーデン王女イングリッド。
全名は、マルグレーテ・アレクサンドリーネ・トーヒルドゥア・イングリッド（Margrethe Alexandrine Torhildur Ingrid）。名前は、母方の祖母マーガレット・オブ・コノートにちなんで名づけられ、祖母の愛称デイジー（Daisy）も受け継いだ。ミドルネームのAlexandrineは、父方祖母アレクサンドリーネから、Ingridは、母イングリッドにちなむ。誕生時にデンマーク国王であった祖父のクリスチャン10世はアイスランド王も兼ねていたため、アイスランド語の文字Þを含むアイスランド語の名前Þórhildur（トーヒルドゥア）も付けられた。
誕生当時、デンマークは女性の王位継承権を認めていなかったため、マルグレーテは決して将来の王位継承者として養育される事はなかった。
1950年5月14日、首都コペンハーゲンのホルメン教会でキリスト教の洗礼を受けた。代父となったのは、父方祖父のクリスチャン10世、父方叔父クヌーズ王子、デンマーク王族のアクセル王子、母方曽祖父であるスウェーデン王グスタフ5世、母方祖父であるグスタフ・アドルフ王太子、母方伯父であるヴェステルボッテン公グスタフ・アドルフ、母方曽祖父コノート公アーサーであった。

### 推定相続人に
フレゼリク9世とイングリッドの間には、女子3人が誕生したものの男子は授からなかった。この時点では、フレゼリクの弟クヌーズ王子とその息子たちに王位継承がなされるはずであったが、大戦中にナチス寄りだったクヌーズ王子より、フレゼリク9世国王とその娘たちの国民的人気が非常に高かったことから、フレゼリクに男子が授かる事が望み薄になるにつれて、王位継承の変更を求める国民の声が高まった。これに後押しされる形で、1953年に行なわれたデンマーク王国憲法と王位継承法の改定により、男子優先ながら、男子が不在の場合には女子に王位継承権が認められ、弟のいないマルグレーテは13歳で推定相続人となった。
1958年4月16日、18歳となり国家評議会の議席を与えられた。父王の不在時には議長を務めた。
英国のケンブリッジ大学、フランスのパリ大学（ソルボンヌ）、英国のロンドン・スクール・オブ・エコノミクスで学んだ。 オーフス大学 (丁: Aarhus Universitet) にも在籍した。
1967年6月10日、フランスのモンペザ伯爵家出身で外交官のアンリ・マリ・ジャン・アンドレ・ド・ラボルドゥ・ド・モンペザ（Henri Marie Jean André de Laborde de Monpezat）と結婚。結婚に際し、アンリには「王子」の称号が与えられた（以後、デンマーク語読みの「ヘンリック」と記す）。披露宴はフレゼンスボー城で行なわれた。

### 女王として
1972年1月14日、父王フレゼリク9世の崩御（72歳没）に伴い女王に即位した。以降、国家元首として公務に取り組む。デンマークでは初の女王（女性君主）であり、実質的な女王であった摂政マルグレーテ1世からでも560年ぶりである。また、クリスチャン2世以来デンマーク王の名前はクリスチャンかフレゼリクであり、これら以外の名前の王は459年ぶりとなる。
2000年11月7日、母のイングリッド王太后と死別（90歳没）。
2018年2月13日、夫のヘンリック王配と死別（83歳没）。
2022年9月、エリザベス2世の国葬に参列した後新型コロナウイルス感染症への感染が判明した。
2023年12月31日の大晦日テレビ演説にて、在位52年となる2024年1月14日に退位する意向を表明した。2024年1月14日にクリスチャンスボー城で行われた王位継承式にて退位宣言書に署名し、長男フレゼリクがフレゼリク10世として国王に即位した。デンマークでの君主の生前退位は約900年ぶりの出来事である。また、女王の退位により、数え方にもよるが、ヨーロッパから女性君主がいなくなるのはロシアの女帝アンナが1730年に即位して以来、294年ぶり。
40年以上の在位に至っても、民意への配慮を欠かさないことで国民に敬慕された。

### 退位後
2024年1月14日に退位したのちも「デンマーク女王陛下」の称号で呼ばれる。またフレデリック10世国王、クリスチャン皇太子が同時に海外にいるときには摂政になる権利も保持している。

## 人物・エピソードなど

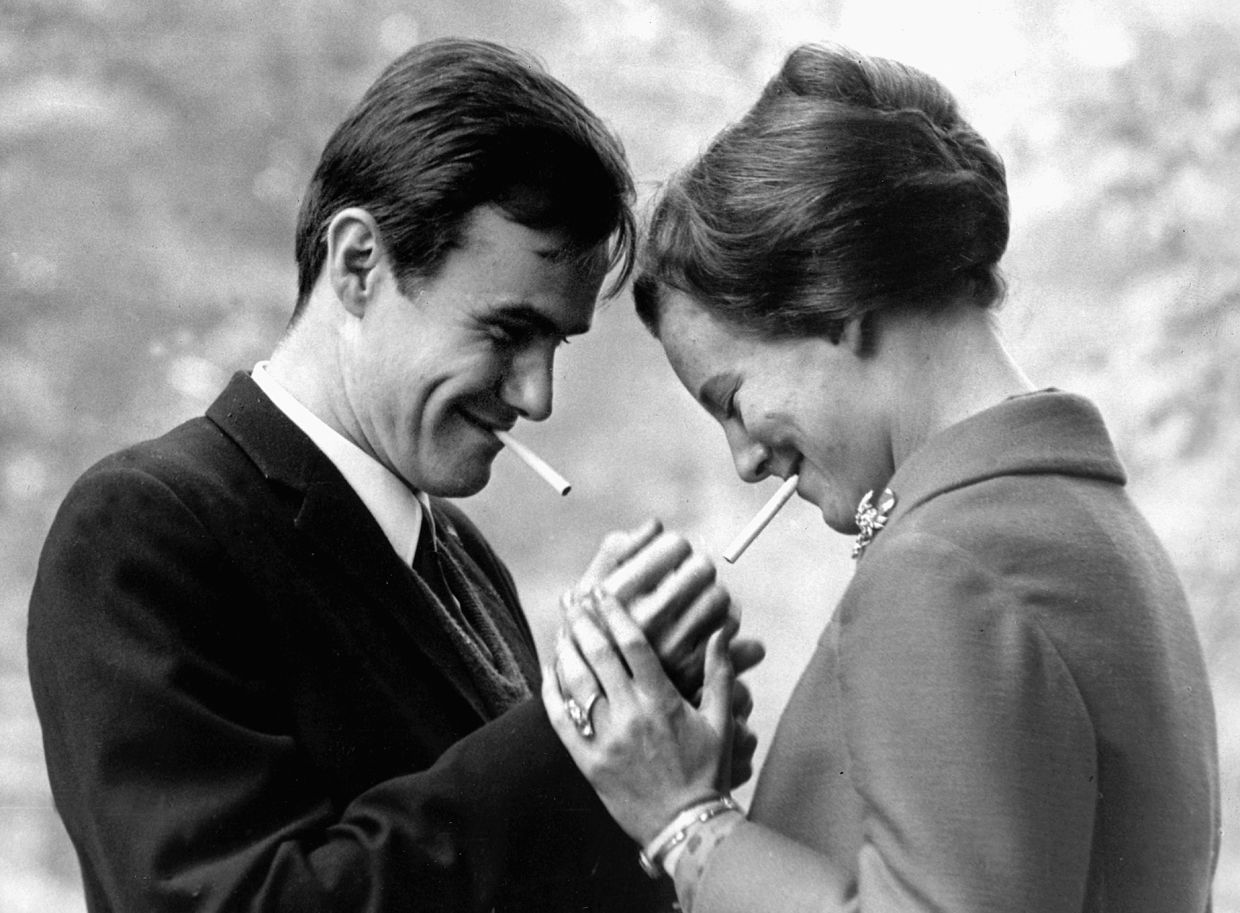
1966年撮影、婚約中のアンリと

- モットーは、「神のご加護、国民の愛、デンマークの強さ（英：God's help, the Love of the People, Denmark's strength）」である。
- 誕生当初は将来のデンマーク女王になるつもりはなかったのにもかかわらず、13歳にしていきなり次期王位継承者となったマルグレーテ王女の戸惑いは小さくなかったという。女王になるのを嫌って「私は普通の女の子のように大きくなって、そして普通の結婚をして、普通に暮らしたい」と泣いて叫んだといわれる[12]。
- デンマーク語を母語とするが、フランス語、スウェーデン語、英語、ドイツ語も堪能である。30代の頃にはJ・R・R・トールキン『指輪物語』のデンマーク語訳の作業に参加し、挿絵も担当した[13]。
- 2016年にはマルグレーテ女王が衣装と舞台をデザインしたバレエ『くるみ割り人形』が上演された。
- 2023年にNETFLIX配信の映画『エーレンガート:誘惑の極意』のために衣装デザインと舞台セットのデコパージュ画を制作した。
- 身長180cmの長身で、柔道の心得がある。美人で才能豊か、気さくな人柄で国民に絶対的な人気がある[14]。海外のメディア（テレビ、新聞を問わず）へのインタビューも国家元首という立場でありながら気さくに応じている。
- ヘビースモーカー（愛煙家）である、コペンハーゲン市内の書店で立ち読みしていた、訪問先のフェロー諸島で民俗舞踊の輪に飛び入りで加わった、などのエピソードがある。また服飾デザイナーとしての顔も合わせ持つ。
- 毎年大晦日（12月31日）の18時から約10分間、国民へ向けテレビを介してスピーチをしている。その内容はデンマーク国民に向けて将来などの展望について語るもので、年越し準備などに追われている国民もスピーチの時間帯にはテレビの前にいるとも形容される[15][16]。前述の退位表明も、このテレビスピーチの中で行われた[7][8]。デンマークでは、自由に打ち上げられる花火とともに、大晦日の風物詩となっている[15]。

## 訪日歴

### 王女時代
- 1963年（昭和38年）12月：非公式訪問[17]。
- 1970年（昭和45年）4月：日本万国博覧会に列席のため訪日[17]。

### 女王時代
- 1981年（昭和56年）4月：公式訪問（国賓）[17]。
- 1990年（平成2年）11月：第125代天皇（現：上皇）の即位の礼参列のため[17]。
- 2004年（平成17年）11月：公式訪問（国賓）[18]。

## 王子と孫たち
夫のヘンリック王配との間に、二男をもうけた。また、8人の孫がいる。デンマーク王族は18歳になると政府から歳費を受け取っていたが、世論の批判が高まったため、王室は2016年、「8人いる女王の孫のうち、クリスチャン王子（フレデリック王太子（現在のフレデリック10世）の長男。現在は皇太子）のみ確実な王位継承予定者として歳費が支給される」と発表した。2022年9月28日には翌2023年1月1日より、ヨアキム王子の子ども4人から王子、王女の称号を剥奪すると発表した。
- フレデリック10世（1968年5月26日 - ）：2004年5月、オーストラリアのタスマニア州出身のメアリー・ドナルドソンと結婚した。2024年1月14日に国王に即位。
  - クリスチャン皇太子（2005年10月15日 - ）
  - イサベラ王女（2007年4月21日 - ）
  - ヴィンセント王子（2011年1月8日 - ）
  - ヨセフィーネ王女（2011年1月8日 - ）

- ヨアキム王子（1969年6月7日 - ）：1995年に5歳年上の香港出身のキャリアウーマン、アレクサンドラ・マンリーと結婚。ヨーロッパ王室で初めてアジア出身の妃を迎えたことで話題になった。しかし、2004年9月16日に別居が王室から発表され、2005年4月8日に離婚。2008年5月24日にフランス人マリー・カヴァリエと再婚。
  - ニコライ王子（1999年8月28日 - ）：アレクサンドラ・マンリーとの子
  - フェリックス王子（2002年7月22日 - ）：同上
  - ヘンリック王子（2009年5月4日 - ）：マリー・カヴァリエとの子
  - アテナ王女（2012年1月24日 - ）：同上

## 系譜
| マルグレーテ2世 | 父: デンマーク国王 フレゼリク9世 | 祖父: デンマーク国王 クリスチャン10世[6]   | 曾祖父: デンマーク国王 フレゼリク8世                                 |
| マルグレーテ2世 | 父: デンマーク国王 フレゼリク9世 | 祖父: デンマーク国王 クリスチャン10世[6]   | 曾祖母: スウェーデン王女ルイーセ[1]                                  |
| マルグレーテ2世 | 父: デンマーク国王 フレゼリク9世 | 祖母: アレクサンドリーネ                   | 曾祖父: メクレンブルク＝シュヴェリーン大公 フリードリヒ・フランツ3世 |
| マルグレーテ2世 | 父: デンマーク国王 フレゼリク9世 | 祖母: アレクサンドリーネ                   | 曽祖母: ロシア大公女 アナスタシア・ミハイロヴナ[2]                   |
| マルグレーテ2世 | 母: イングリッド                 | 祖父: スウェーデン国王 グスタフ6世アドルフ | 曾祖父: スウェーデン国王 グスタフ5世                                 |
| マルグレーテ2世 | 母: イングリッド                 | 祖父: スウェーデン国王 グスタフ6世アドルフ | 曾祖母: バーデン大公女 ヴィクトリア[3]                               |
| マルグレーテ2世 | 母: イングリッド                 | 祖母: マルガレータ                         | 曾祖父: コノート公アーサー[4]                                        |
| マルグレーテ2世 | 母: イングリッド                 | 祖母: マルガレータ                         | 曾祖母: ルイーズ[5]                                                  |

1. スウェーデン・ノルウェー国王カール15世と王妃ロヴィーサの長女、母方の曽祖父はプロイセン国王フリードリヒ・ヴィルヘルム3世
2. ミハイル・ニコラエヴィチ大公（ロシア皇帝ニコライ1世の末子）と妃オリガ・フョードロヴナ（バーデン大公女）の長女
3. バーデン大公フリードリヒ1世と妃ルイーゼ・フォン・プロイセン（ドイツ皇帝ヴィルヘルム1世の長女）の長女
4. イギリス女王ヴィクトリアと王配アルバートの三男
5. プロイセン王子フリードリヒ・カール（父方の祖父はプロイセン国王フリードリヒ・ヴィルヘルム3世）と妃マリア・アンナの四女
6. 弟はノルウェー国王ホーコン7世、妹のインゲボー王女の娘であるマッタ王女はノルウェー国王オーラヴ5世妃、同じくアストリッド王女はベルギー国王レオポルド3世妃

- 従弟：スウェーデン国王カール16世グスタフ

祖父スウェーデン国王グスタフ6世アドルフを同じくする。

## 系図
| クリスチャン9世  |                  |                  |                  |                  |                  |                                  |                                  |                                  |                                  |                                  |                                  |  |  |  |  |  |  |  |  |  |  |  |  |  |  |
|                  |                  |                  |                  |                  |                  |                                  |                                  |                                  |                                  |                                  |                                  |  |  |  |  |  |  |  |  |  |  |  |  |  |  |
|                  |                  |                  |                  |                  |                  |                                  |                                  |                                  |                                  |                                  |                                  |  |  |  |  |  |  |  |  |  |  |  |  |  |  |
| フレゼリク8世    | フレゼリク8世    | フレゼリク8世    | フレゼリク8世    | フレゼリク8世    | フレゼリク8世    | （ギリシャ国王） ゲオルギオス1世 | （ギリシャ国王） ゲオルギオス1世 | （ギリシャ国王） ゲオルギオス1世 | （ギリシャ国王） ゲオルギオス1世 | （ギリシャ国王） ゲオルギオス1世 | （ギリシャ国王） ゲオルギオス1世 |  |  |  |  |  |  |  |  |  |  |  |  |  |  |
| フレゼリク8世    | フレゼリク8世    | フレゼリク8世    | フレゼリク8世    | フレゼリク8世    | フレゼリク8世    | （ギリシャ国王） ゲオルギオス1世 | （ギリシャ国王） ゲオルギオス1世 | （ギリシャ国王） ゲオルギオス1世 | （ギリシャ国王） ゲオルギオス1世 | （ギリシャ国王） ゲオルギオス1世 | （ギリシャ国王） ゲオルギオス1世 |  |  |  |  |  |  |  |  |  |  |  |  |  |  |
|                  |                  |                  |                  |                  |                  | （グリクシンブルグ朝）           |                                  |                                  |                                  |                                  |                                  |  |  |  |  |  |  |  |  |  |  |  |  |  |  |
|                  |                  |                  |                  |                  |                  |                                  |                                  |                                  |                                  |                                  |                                  |  |  |  |  |  |  |  |  |  |  |  |  |  |  |
|                  |                  |                  |                  |                  |                  |                                  |                                  |                                  |                                  |                                  |                                  |  |  |  |  |  |  |  |  |  |  |  |  |  |  |
| クリスチャン10世 | クリスチャン10世 | クリスチャン10世 | クリスチャン10世 | クリスチャン10世 | クリスチャン10世 | （ノルウェー国王） ホーコン7世   | （ノルウェー国王） ホーコン7世   | （ノルウェー国王） ホーコン7世   | （ノルウェー国王） ホーコン7世   | （ノルウェー国王） ホーコン7世   | （ノルウェー国王） ホーコン7世   |  |  |  |  |  |  |  |  |  |  |  |  |  |  |
| クリスチャン10世 | クリスチャン10世 | クリスチャン10世 | クリスチャン10世 | クリスチャン10世 | クリスチャン10世 | （ノルウェー国王） ホーコン7世   | （ノルウェー国王） ホーコン7世   | （ノルウェー国王） ホーコン7世   | （ノルウェー国王） ホーコン7世   | （ノルウェー国王） ホーコン7世   | （ノルウェー国王） ホーコン7世   |  |  |  |  |  |  |  |  |  |  |  |  |  |  |
| フレゼリク9世    | フレゼリク9世    | フレゼリク9世    | フレゼリク9世    | フレゼリク9世    | フレゼリク9世    | （グリュクスボー朝）             | （グリュクスボー朝）             | （グリュクスボー朝）             | （グリュクスボー朝）             | （グリュクスボー朝）             | （グリュクスボー朝）             |  |  |  |  |  |  |  |  |  |  |  |  |  |  |
| フレゼリク9世    | フレゼリク9世    | フレゼリク9世    | フレゼリク9世    | フレゼリク9世    | フレゼリク9世    | （グリュクスボー朝）             | （グリュクスボー朝）             | （グリュクスボー朝）             | （グリュクスボー朝）             | （グリュクスボー朝）             | （グリュクスボー朝）             |  |  |  |  |  |  |  |  |  |  |  |  |  |  |
| マルグレーテ2世  |                  |                  |                  |                  |                  |                                  |                                  |                                  |                                  |                                  |                                  |  |  |  |  |  |  |  |  |  |  |  |  |  |  |
|                  |                  |                  |                  |                  |                  |                                  |                                  |                                  |                                  |                                  |                                  |  |  |  |  |  |  |  |  |  |  |  |  |  |  |
| フレゼリク10世   |                  |                  |                  |                  |                  |                                  |                                  |                                  |                                  |                                  |                                  |  |  |  |  |  |  |  |  |  |  |  |  |  |  |

## ギャラリー

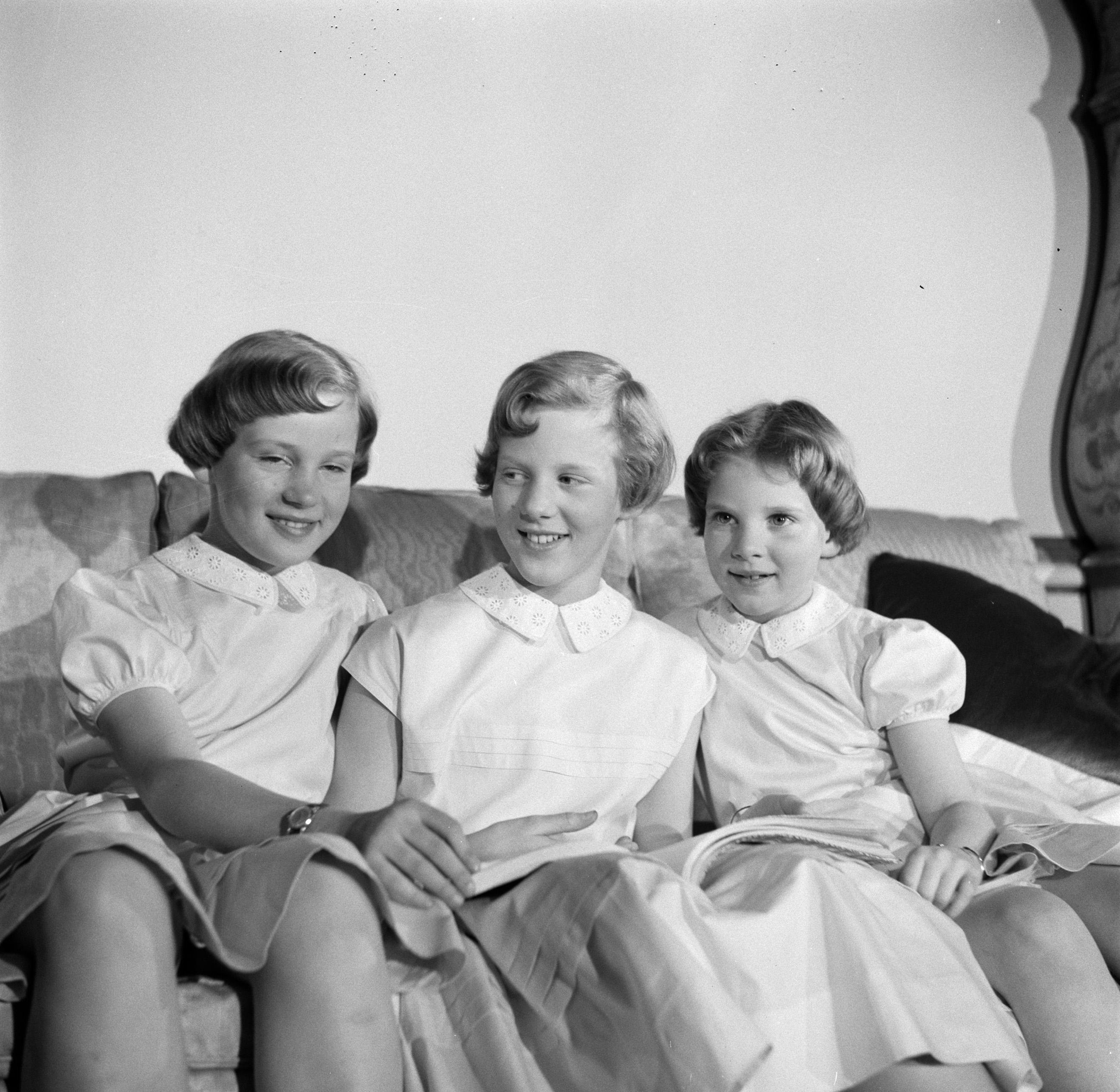
1954年撮影（中央）
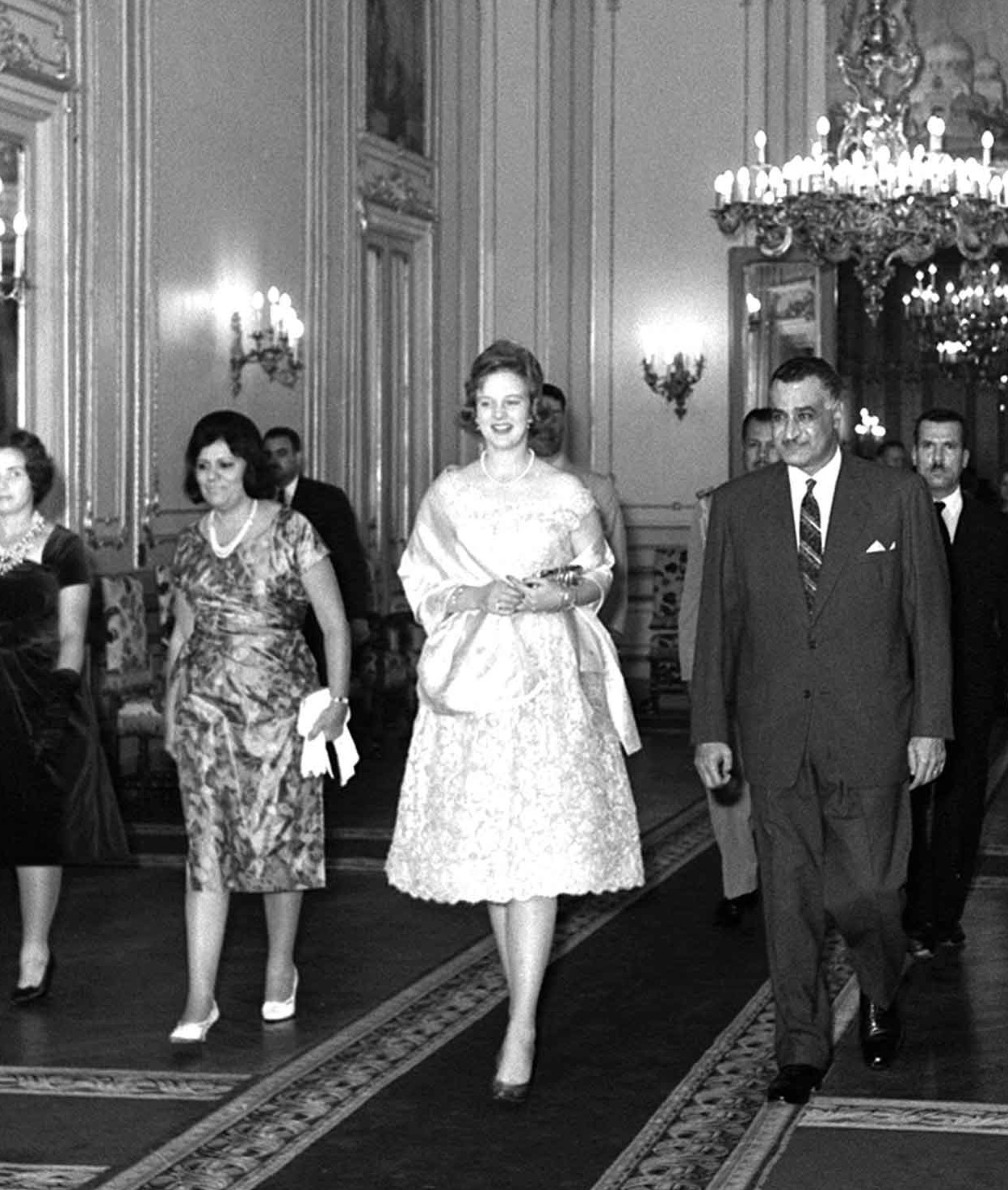
1962年11月17日、エジプト訪問時にガマール・アブドゥル＝ナーセル大統領と（アブディーン宮殿（英語版）にて）
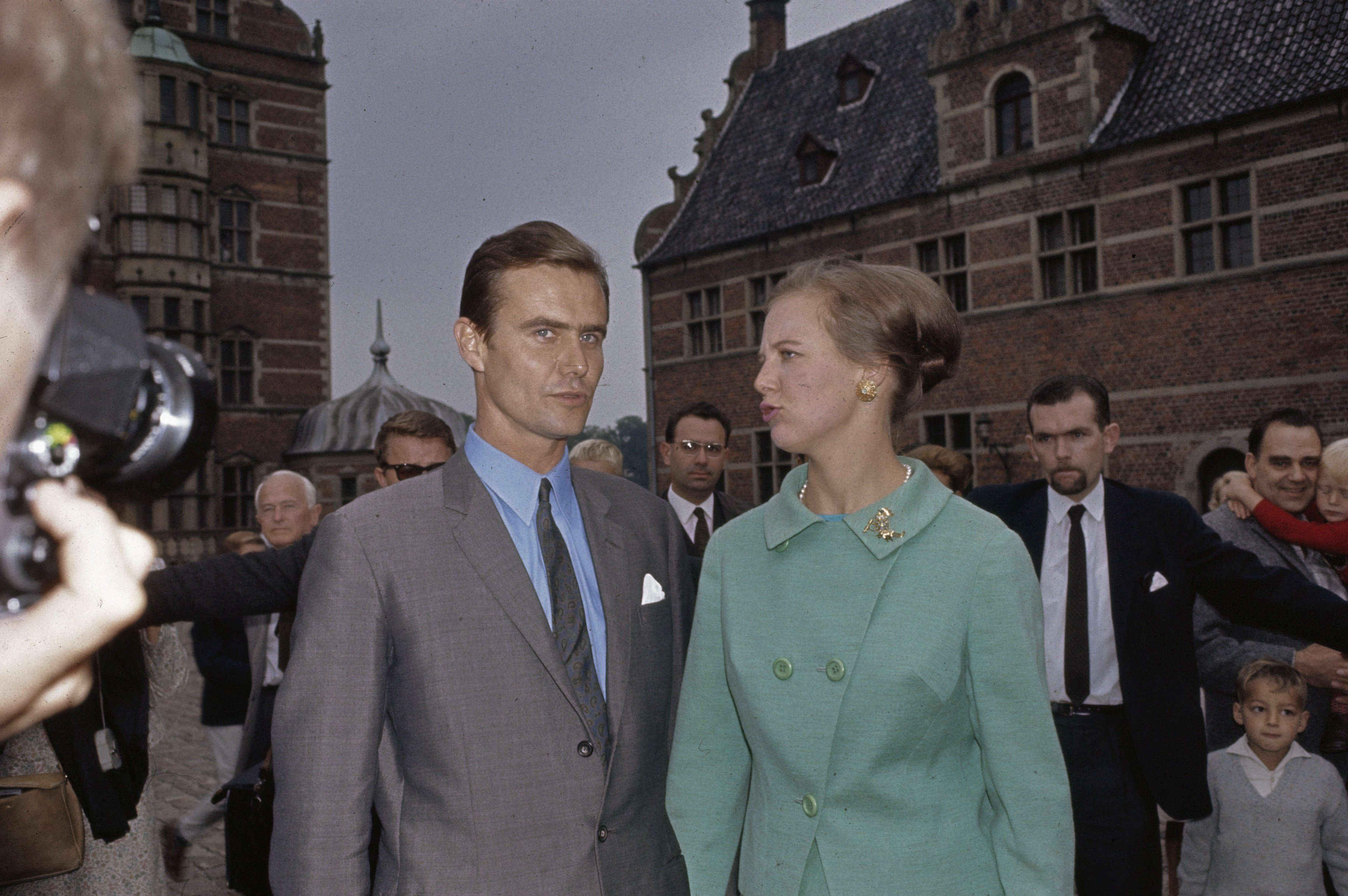
1966年9月4日、婚約者アンリと
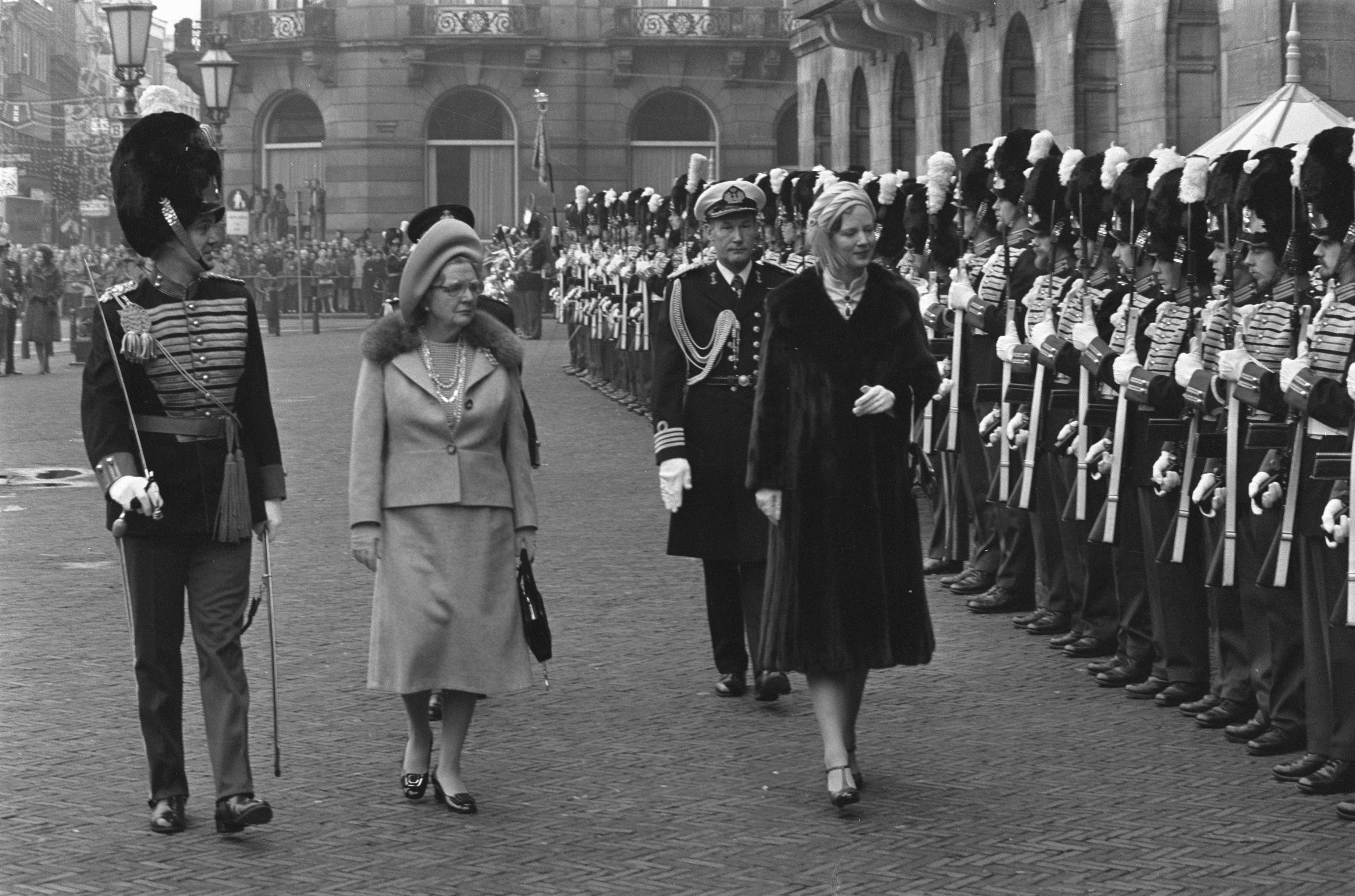
1975年、オランダ訪問時に儀仗礼を受ける女王（左はユリアナ蘭女王）
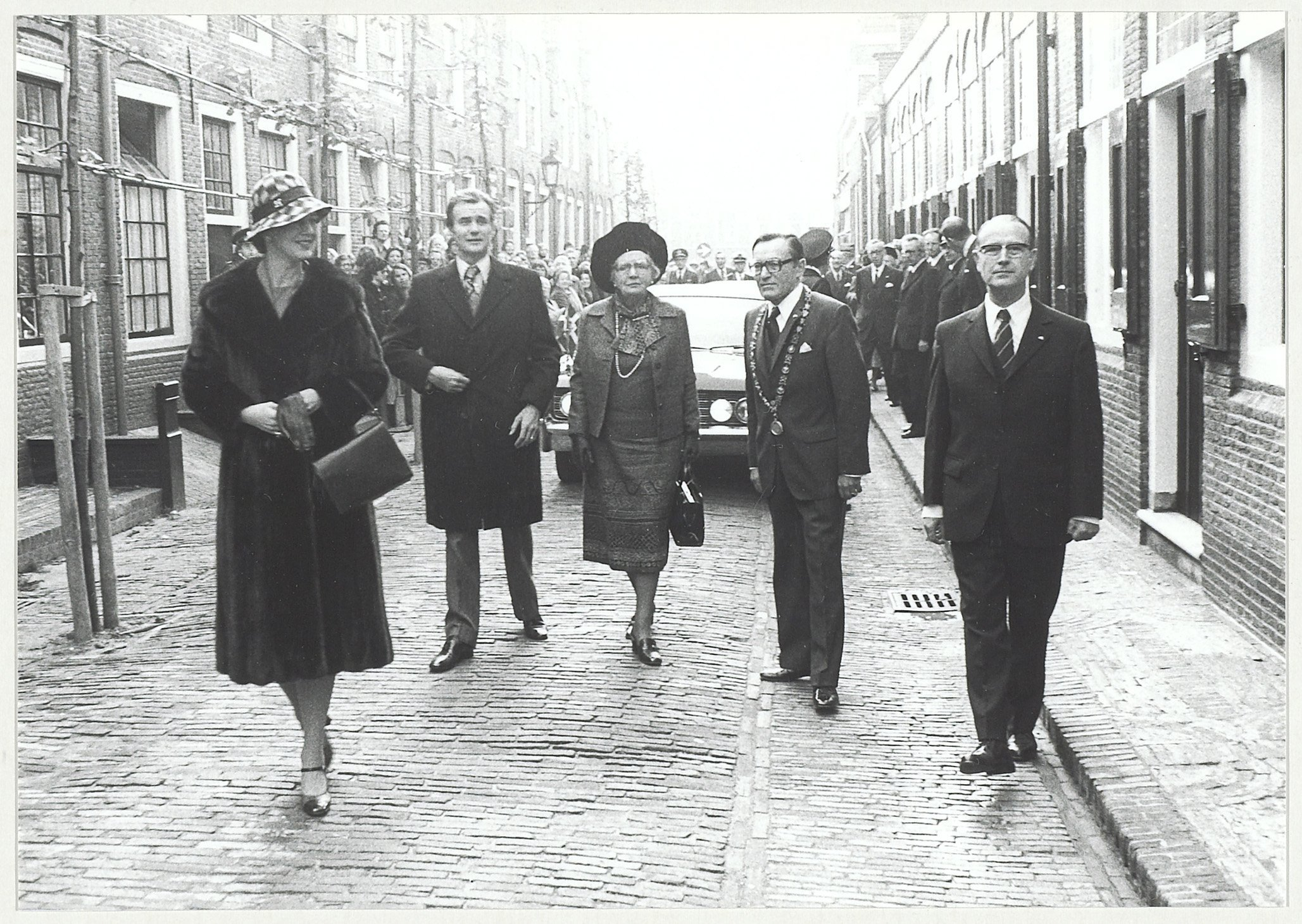
1975年、ハールレムにて（一番左、中央左はユリアナ蘭女王）
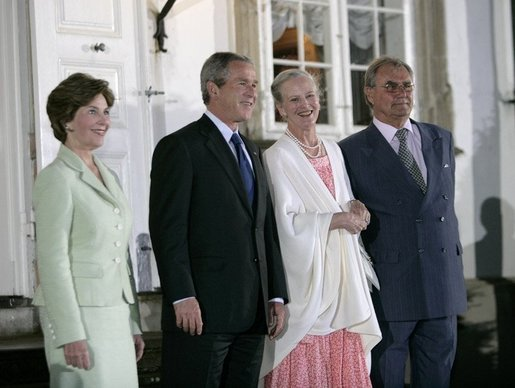
2005年7月5日、ジョージ・W・ブッシュ米大統領夫妻と女王夫妻
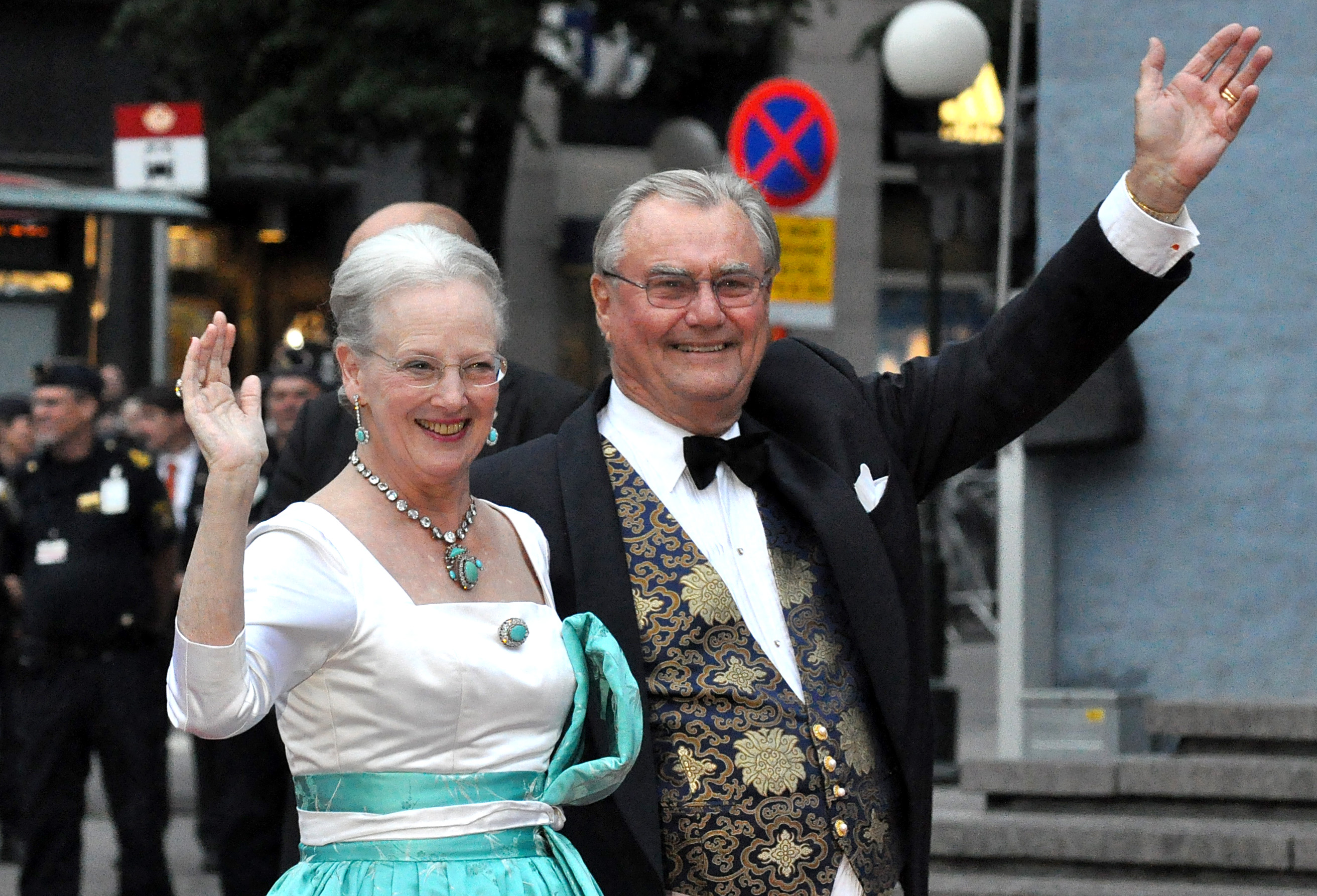
2010年6月18日、スウェーデン王太女ヴィクトリアの結婚式に参列した女王夫妻
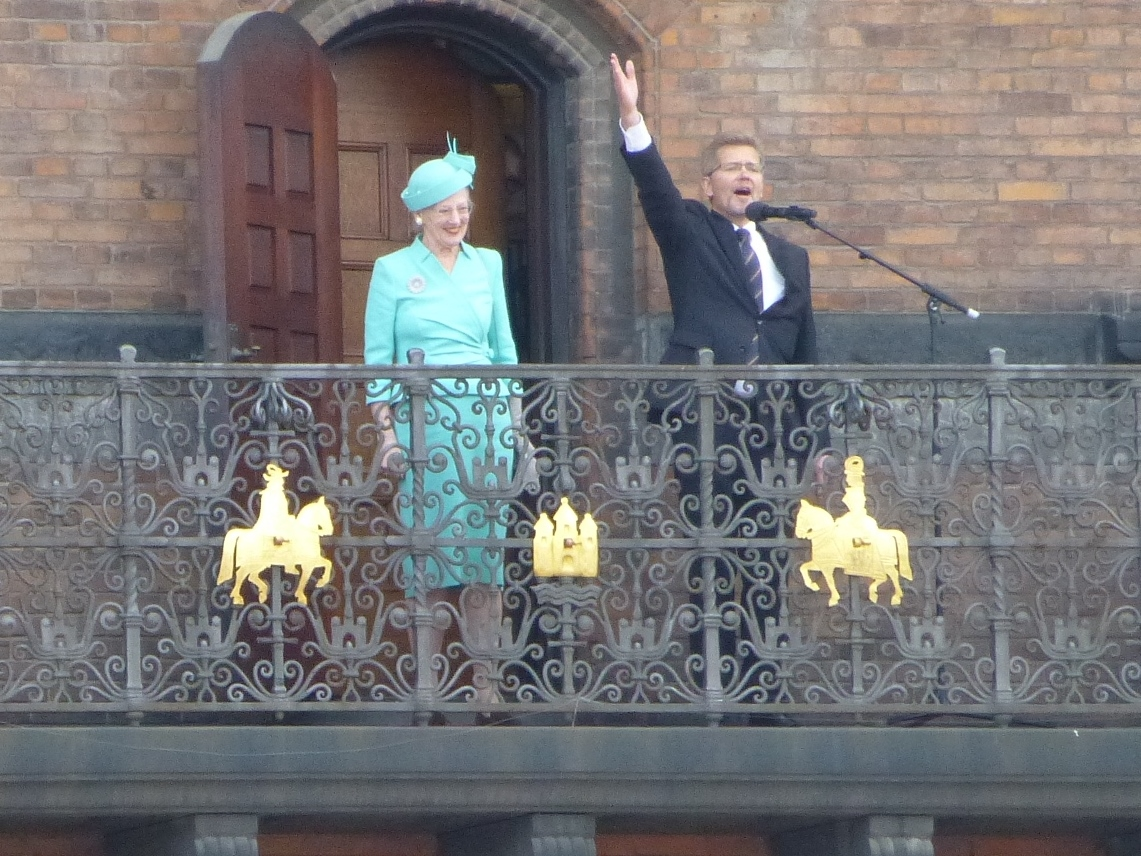
2015年4月16日、女王の75歳祝賀にて（右はコペンハーゲン市長）

## 栄典・勲章

### デンマーク王国
- デンマーク: 
  -  Cross of Honour of the Order of the Dannebrog (D.Ht.)[21]
  -  en:Order of the Elephant[21]
  -  Air Force Long Service Medal[21]
  -  Homeguard Medal of Merit[21]
  -  25 years of Homeguard Service Medal[21]
  -  Medal of Honour of the League of Civil Defence[21]
  -  Medal of Honour of the Reserve Officers League[21]
  -  100th Anniversary Medal of the Birth of King Christian X[21]
  -  50th Anniversary Medal of the arrival of Queen Ingrid to Denmark[21]
  -  100th Anniversary Medal of the Birth of King Frederik IX[21]
  -  Queen Ingrid Commemorative Medal[21]
- グリーンランド:
  -  Nersornaat Medal for Meritorious Service, 1st Class[21]

### 外国
- 日本: 
  -  大勲位菊花章[21]
  -  勲一等宝冠章（宝冠大綬章）[21]

など

デンマーク王室紋章
デンマーク王室旗
マルグレーテ2世の王室モノグラム
マルグレーテ2世の私的モノグラム
マルグレーテ2世とヘンリック王配夫妻の二重モノグラム